# Villa Longoni
La villa Longoni è una residenza novecentesca situata a Desio in provincia di Monza e della Brianza in via Achille Grandi 41.

## Storia
La villa con caratteri tipicamente ottocenteschi e lievi aggiunte ben calibrate in stile liberty faceva parte delle proprietà Greppi, poi Vernazzi, che furono acquistate nel 1920 dalla famiglia Longoni, industriali locali.
L'edificio, che in precedenza era semplice caseggiato civile con terreno adibito ad orto e piantagione di frutta costeggiante il giardino della villa Tittoni Traversi, fu ristrutturato in villa nel corpo prospiciente il terreno, trasformato in giardino all'inglese con grande prato centrale e macchie arboree.